# 파리 대왕 (1963년 영화)
파리 대왕(Lord Of The Flies)은 영국에서 제작된 피터 브룩 감독의 1963년 모험, 드라마, 공포, 스릴러 영화이다. 윌리엄 골딩의 동명의 소설을 바탕으로 제작되었다. 제임스 오브리 등이 주연으로 출연하였고 루이스 앨런 등이 제작에 참여하였다.

## 출연

### 주연
- 제임스 오브리
- 톰 카핀
- 휴 에드워즈
- 로저 엘윈
- 톰 가먼

### 조연
- 로저 엘윈
- 데이비드 브러네스
- 피터 데이비
- 니콜라스 해몬드
- 크리스토퍼 해리스
- 앤드류 호른

## 제작진
- 원작자: 윌리엄 골딩
- 음향: 제임스 타운젠드

## 같이 보기
- 생존 영화